# Sosnogorsk
Sosnogorsk (russisch Сосногорск, Komi Сӧснагорт, wiss. Transliteration Sösnagort) ist eine Stadt in der nordwestrussischen Republik Komi mit 27.757 Einwohnern (Stand 14. Oktober 2010).

## Geografie
Die Stadt liegt im Vorland des Nordurals etwa 350 km nordöstlich der Republikhauptstadt Syktywkar bei der Mündung der Uchta in die Ischma, einen linken Nebenfluss der Petschora. Sosnogorsk ist nur wenige Kilometer von der Stadt Uchta entfernt.
Sosnogorsk ist der Republik administrativ direkt unterstellt.
Die Stadt liegt an der Petschora-Eisenbahn Konoscha–Kotlas–Workuta (Streckenkilometer 1568 ab Moskau). Hier zweigt eine 161 km lange Nebenstrecke nach Troizko-Petschorsk ab.

## Geschichte
Sosnogorsk entstand 1939 beim Bau der Petschora-Eisenbahn zunächst als Ischma und erhielt 1955 Stadtrecht. 1957 bekam die Stadt ihren heutigen Namen (von russisch sosna für Kiefer).

### Bevölkerungsentwicklung
| Jahr | Einwohner |
| ---- | --------- |
| 1959 | 15.799    |
| 1970 | 24.688    |
| 1979 | 27.021    |
| 1989 | 30.439    |
| 2002 | 29.587    |
| 2010 | 27.757    |

Anmerkung: Volkszählungsdaten

## Kultur und Sehenswürdigkeiten
In Sosnogorsk existiert seit 1999 ein Geschichtsmuseum.

## Wirtschaft
Hauptwirtschaftszweig ist die Erdgasverarbeitung (Pipeline von Wuktyl). Daneben gibt es Betriebe des Eisenbahnverkehrs.

## Söhne und Töchter der Stadt
- Julija Iwanowa (* 1985), Skilangläuferin
- Julija Stupak (* 1995), Skilangläuferin